# Site archéologique 21SL55
Le site archéologique 21SL55 est un site archéologique américain dans le comté de Saint Louis, au Minnesota. Désigné par son trinomial Smithsonian, ce site nord-amérindien est situé au sein du parc national des Voyageurs en un emplacement exact conservé secret. Il est inscrit au Registre national des lieux historiques depuis le 8 juillet 1988.